# Kaole
Kaole è una cittadina della Tanzania, situata sulla costa dell'Oceano Indiano, a sud di Bagamoyo, nei pressi di Dar es Salaam. Il luogo è noto soprattutto per il suo interesse archeologico: vi si trovano le rovine di un complesso di edifici che testimoniano la presenza di una comunità shirazi sviluppatasi fra il XIII e il XVI secolo. Tra questi edifici c'è quella che si ritiene essere la più antica moschea dell'Africa orientale.
La città, fondata nel XIII secolo, si chiamava originariamente Pumbuji. Nel XVI secolo, con l'arrivo dei Portoghesi, iniziò a declinare, e fu in seguito abbandonata. Le popolazioni Zaramo della zona ribattezzarono successivamente il luogo Kalole, letteralmente "vai a vedere", evidentemente con riferimento allo spettacolo delle rovine. Dopo l'abbandono, gran parte dell'antica città shirazi è andata distrutta dall'umidità o dall'avanzare della fitta vegetazione di mangrovie.
Il complesso archeologico è costituito da due moschee e 30 tombe, datate intorno al XIII secolo; la moschea più antica delle due è considerata la più antica dell'intera Africa orientale. Le tombe sono in pietra corallina, con colonne di pietra; secondo la tradizione sarebbero i sepolcri dei diwani, i reggenti locali, discendenti di Ali Muhamad al-Hatim al-Barawi. Le rovine furono studiate per la prima volta dall'inglese Neville Chittick intorno al 1958.
Il complesso archeologico comprende anche un piccolo museo dove sono contenuti alcuni manufatti trovati nelle rovine e nei resti delle tombe, come vasellame, lampade ad olio e altri oggetti di uso comune, alcuni provenienti dalla Cina.